# Elatostema cikaiense
Elatostema cikaiense är en nässelväxtart som beskrevs av Wen Tsai Wang. Elatostema cikaiense ingår i släktet Elatostema och familjen nässelväxter. Inga underarter finns listade i Catalogue of Life.